# Viehart
Viehart ist ein Ortsteil der Stadtgemeinde St. Valentin in  Niederösterreich.
Viehart befindet sich nördlich von St. Valentin und südlich von Rems an einem Seitenarm der Erla. Im Dorf befand sich einst ein Brauhaus.